# Palacio Zuccari

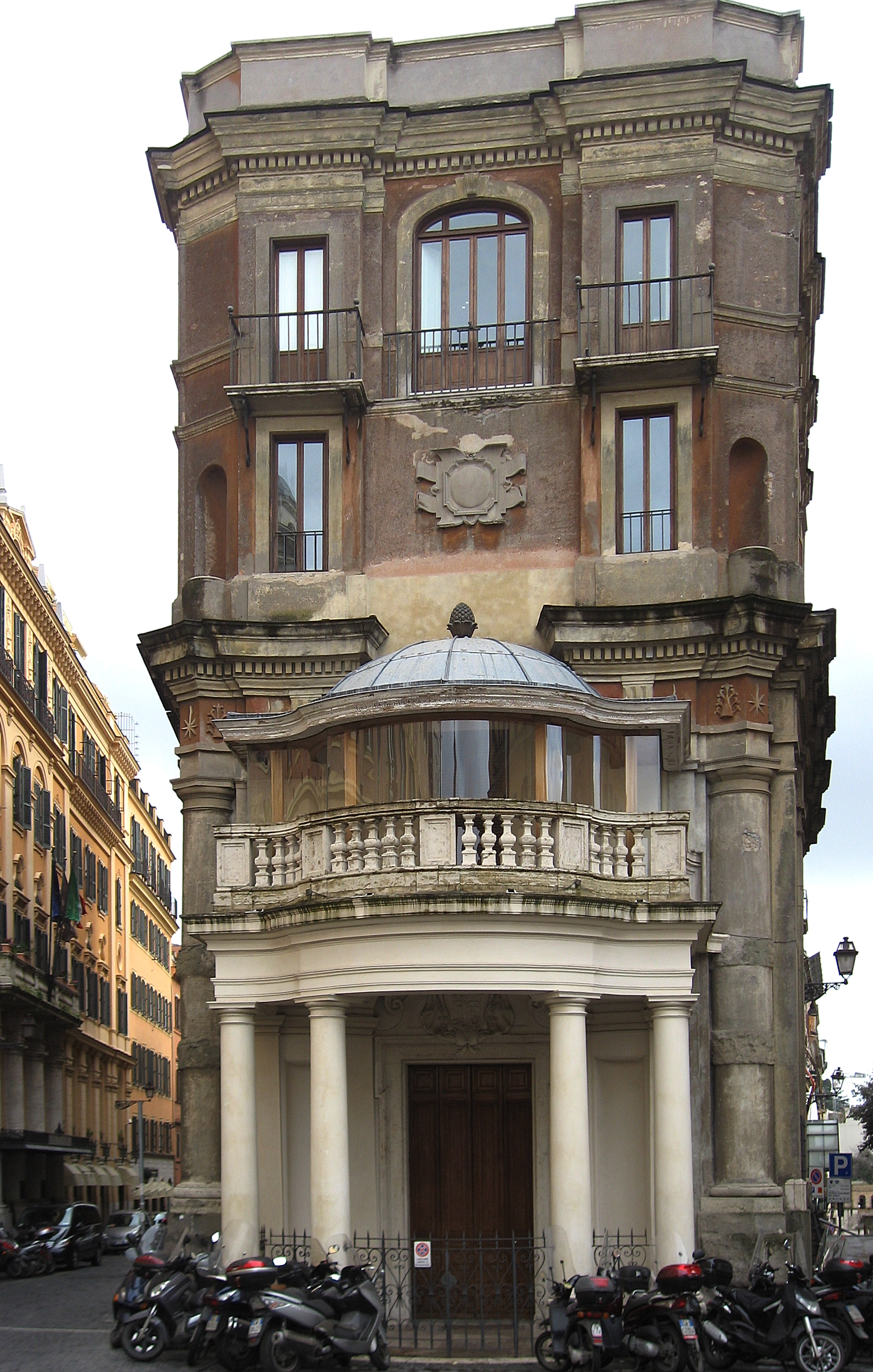
Palacio Zuccari.

El Palacio o palacete Zuccari (en italiano, Palazzetto Zuccari) es un edificio situado en Roma, construido por Federico Zuccari, en el cruce entre la via Sistina y la via Gregoriana, sobre la plaza Trinità dei Monti.

## Historia
Federico Zuccari era un artista de Urbino, que había ya trabajado en Roma y en Florencia (sobre los frescos en la cúpula de Santa Maria del Fiore) creándose una cierta fama. Llamado de nuevo a la ciudad papal por una serie de encargos hizo que se creara una suntuosa morada que reflejase la importancia del artista, su creatividad, con un proyecto mucho más grandioso que aquel que había creado en Florencia (el Palacio Zuccari).
En el año 1590 compró el lote de terreno puesto en una envidiable posición panorámica, sobre los restos de los antiguos jardines de Lúculo, y comenzó la realización de aquello que es uno de los más importantes ejemplos de casa de artista en Italia. El artista se arruinó casi para llevar a término sus grandiosos proyectos, que debieron ser en parte redimensionados. A su muerte (1609) dejó la casa a los artistas de la academia de San Lucas, aunque de hecho se posesionó de ella Marc'Antonio Toscanella. Girolamo Rainaldi engrandeció luego el complejo, dándole el aspecto que había mantenido hasta 1904, cuando fue grandemente reestructurado.
Mientras tanto vivió también la reina Casimira de Polonia en el año 1702, que hizo construir un arco en madera sobre la via Sistina y un pequeño pórtico de columnas en la cumbre, obra de Juvarra. Durante el Grand Tour se convirtió en un lugar para los artistas y allí pernoctaron Joshua Reynolds, Johann Joachim Winckelmann, Jacques-Louis David y los nazarenos, que allí dejaron un fresco hoy en Berlín. A continuación pasó a ser propiedad de Enrichetta Hertz, que luego la cedió al gobierno alemán, constituyendo la Biblioteca Hertziana, especializada en Historia del arte.
Gabriele D'Annunzio mencionó el palacio en la novela Il piacere.

## Arquitectura
La característica más curiosa del palacete reside en la decoración, en particular en las cornisas de las puertas y ventanas externas que tienen el aspecto de monstruosas bocas abiertas, inspiradas en las esculturas del jardín de Bomarzo y ligadas al estilo fantasioso de la arquitectura manierista en los umbrales del siglo XVII. 
En el interior se encuentran algunos frescos de Giulio Romano, provenientes de la Villa Lante sobre el Janículo.